# Boswell (Indiana)
Pour les articles homonymes, voir Boswell.
Boswell est une municipalité américaine située dans le comté de Benton en Indiana.
La localité est fondée en 1872 par Parnaham Boswell dans le township de Grant (en). Elle est également connue sous le nom de Hub of the Universe.
Lors du recensement de 2010, Boswell compte 778 habitants. La municipalité s'étend alors sur une superficie de 0,93 mille carré (2,41 km2).